# Exoprosopini
Exoprosopini – plemię muchówek z podrzędu krótkoczułkich, rodziny bujankowatych i podrodziny Exoprosopinae.
Muchówki te osiągają od 12 do 64 mm rozpiętości skrzydeł, obejmując jednych z największych przedstawicieli bujankowatych. Dominują wśród nich formy o dużych wymiarach ciała. Podobnie jak Villini cechują się obecnością silnego wcięcia na tylnej krawędzi oczu złożonych.
Takson ten rozprzestrzeniony jest kosmopolitycznie.
Takson rangi rodzinowej od rodzaju Exoprosopa jako pierwszy wyprowadził Theodor Becker w 1912 roku. Do plemienia tego zalicza się 22 opisane rodzaje:

- Atrichochira Hesse, 1956
- Balaana Lambkin & Yeates in Lambkin, Yeates & Greathead, 2003
- Collosoptera Hull, 1973
- Defilippia Lioy, 1864
- Diatropomma Bowden, 1962
- Euligyra Lambkin & Yeates in Lambkin et al., 2003
- Exoprosopa Macquart, 1840
- Heteralonia Rondani, 1863
- Hyperalonia Rondani, 1863
- Kapu Lambkin & Yeates, 2003
- Larrpana Lambkin & Yeates, 2003
- Ligyra Newman, 1841
- Litorhina Bowden, 1975
- Mesoclis Bezzi, 1921
- Micomitra Bowden, 1964
- Munjua Lambkin & Yeates, 2003
- Muwarna Lambkin & Yeates, 2003
- Ngalki Lambkin, 2011
- Palirika Lambkin & Yeates, 2003
- Pseudopenthes Roberts, 1928
- Pterobates Bezzi, 1924
- Wurda Lambkin & Yeates, 2003